# Pterophorus chordodactyla
Pterophorus chordodactyla is een vlinder uit de familie vedermotten (Pterophoridae). De wetenschappelijke naam van de soort is voor het eerst geldig gepubliceerd in 1859 door Otto Staudinger.